# 世界こどもの日

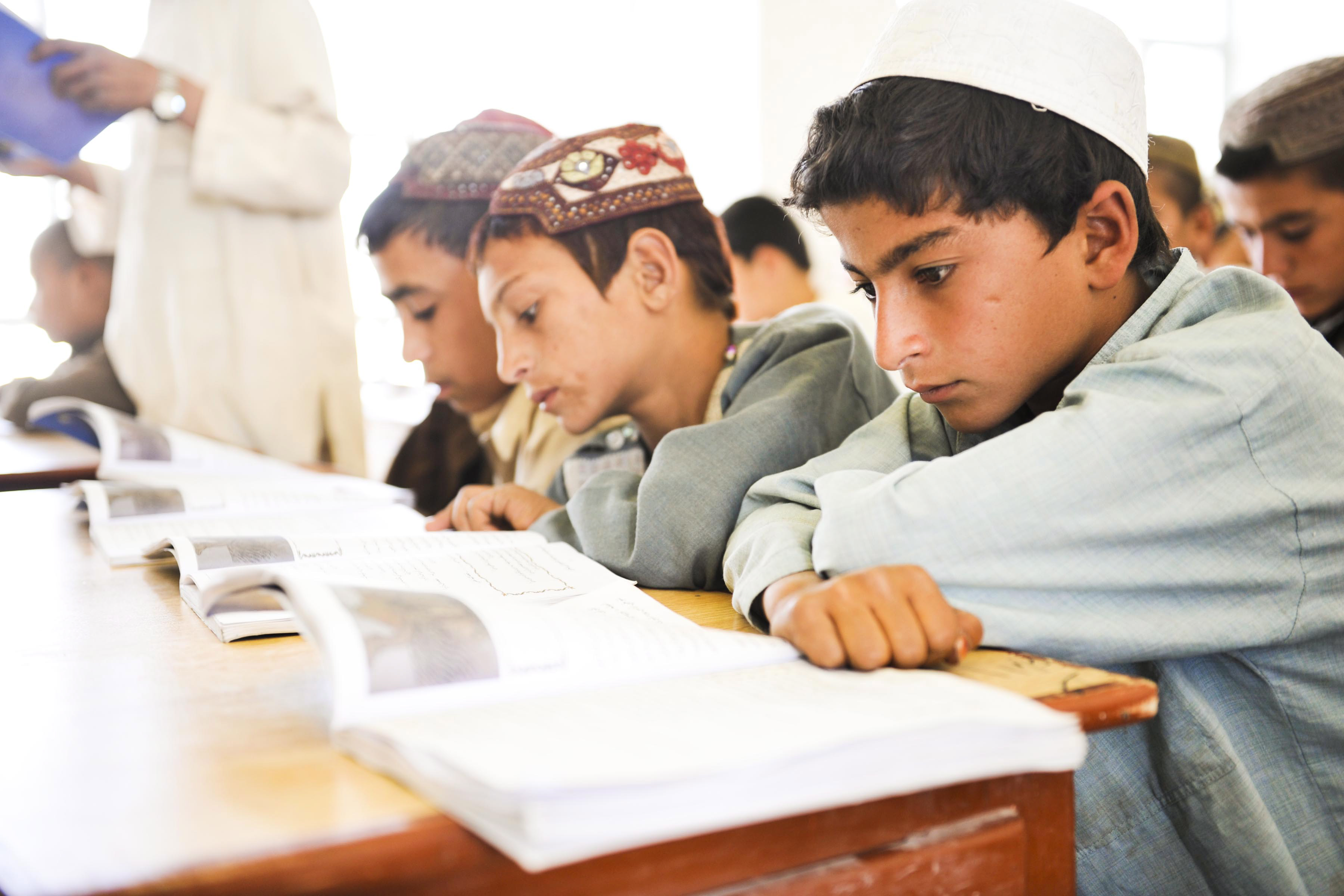
学校で学ぶ子供たち（アフガニスタン・2010年）

世界こどもの日（せかいこどものひ、英語：Universal Children's Day、フランス語：Journée internationale des droits de l'enfant）は、1954年に国際連合（国連）が子供たちの相互理解と福祉を増進させることを目的として制定した記念日であり、国際デーのひとつ。「世界の子どもの日」と訳されることもある。
国連総会は1954年12月14日、全ての加盟国に対して「世界の子どもの日」を制定することを勧告した。具体的な日付は各国政府の判断にゆだねられたが、国際連合で「児童の権利に関する宣言」（1959年）と「児童の権利に関する条約」（1989年）が採択された11月20日とするのが一般的である。一方、日本では「こどもの日」の5月5日をそれに当て、閣議了解に基づいて1956年（昭和31年）に実施された。

## 発行物
- 1956年5月5日、世界こどもの日制定記念の切手が日本で1種（5円）が発行された。